# Banach Journal of Mathematical Analysis
El Banach Journal of Mathematical Analysis es una revista de matemáticas revisada por pares fundada por el profesor Mohammad Sal Moslehian  y publicada por Tusi Mathematical Research Group en cooperación con Springer (Birkhäuser). Fue establecido en 2006. La revista publica artículos sobre análisis funcional y teoría de operadores y temas relacionados.

## Resumen e indexación
La revista está resumida e indexada en Scopus, Science Citation Index Expanded, Mathematical Reviews y Zentralblatt MATH. La revista está incluida en la prestigiosa Reference List Journal de MathSciNet publicada por la American Mathematical Society. Otras dos revistas relacionadas son Annals of Functional Analysis  y Advances in Operador Theory. 